# Schweizer Moosfarn
Der Schweizer Moosfarn (Selaginella helvetica) ist eine Pflanzenart aus der Gattung der Moosfarne (Selaginella) und der Familie der Moosfarngewächse (Selaginellaceae). Er ist von Europa über Kleinasien und den Kaukasusraum bis Ostasien verbreitet.

## Beschreibung

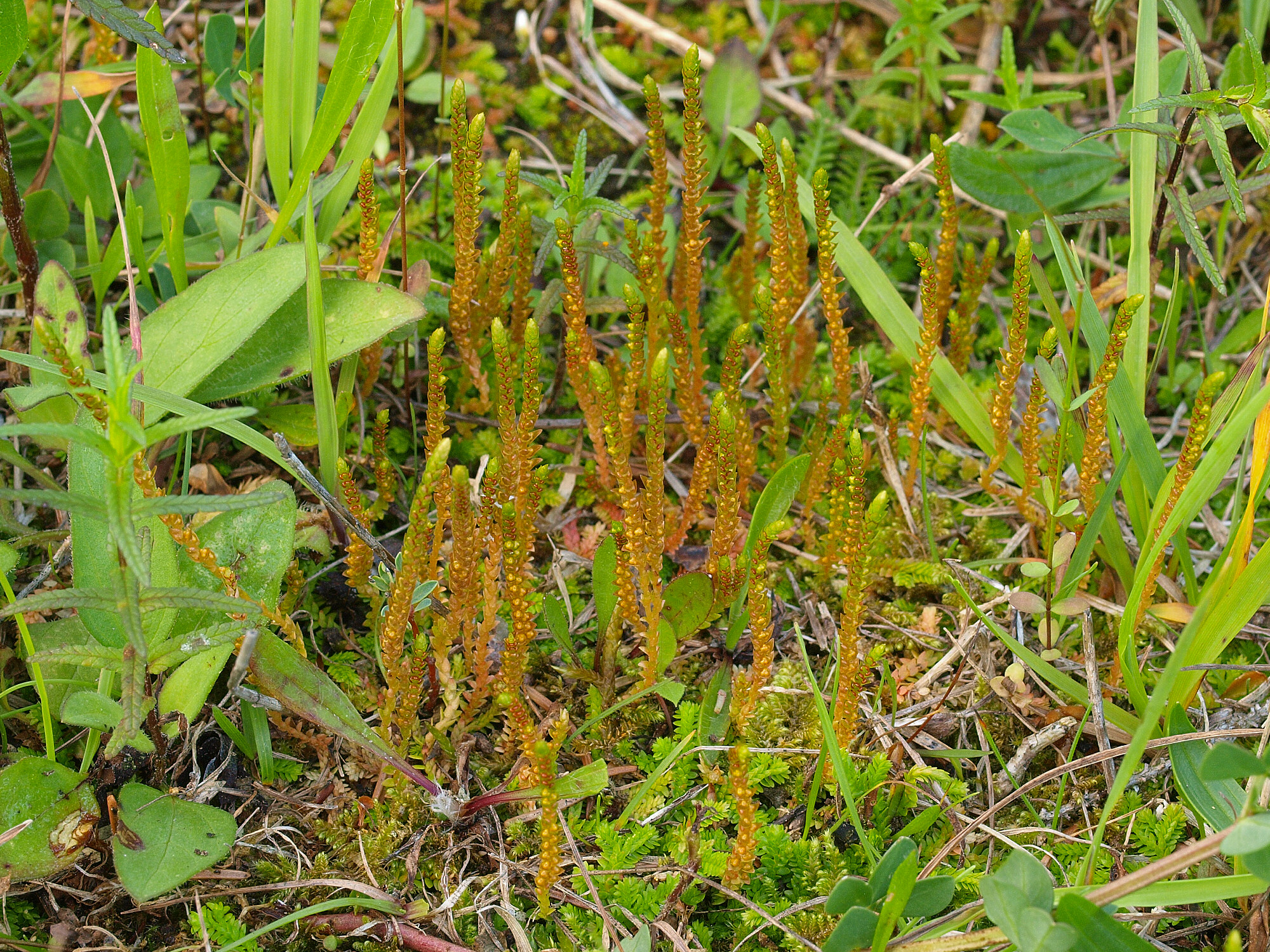
Habitus und Sporophyllstände

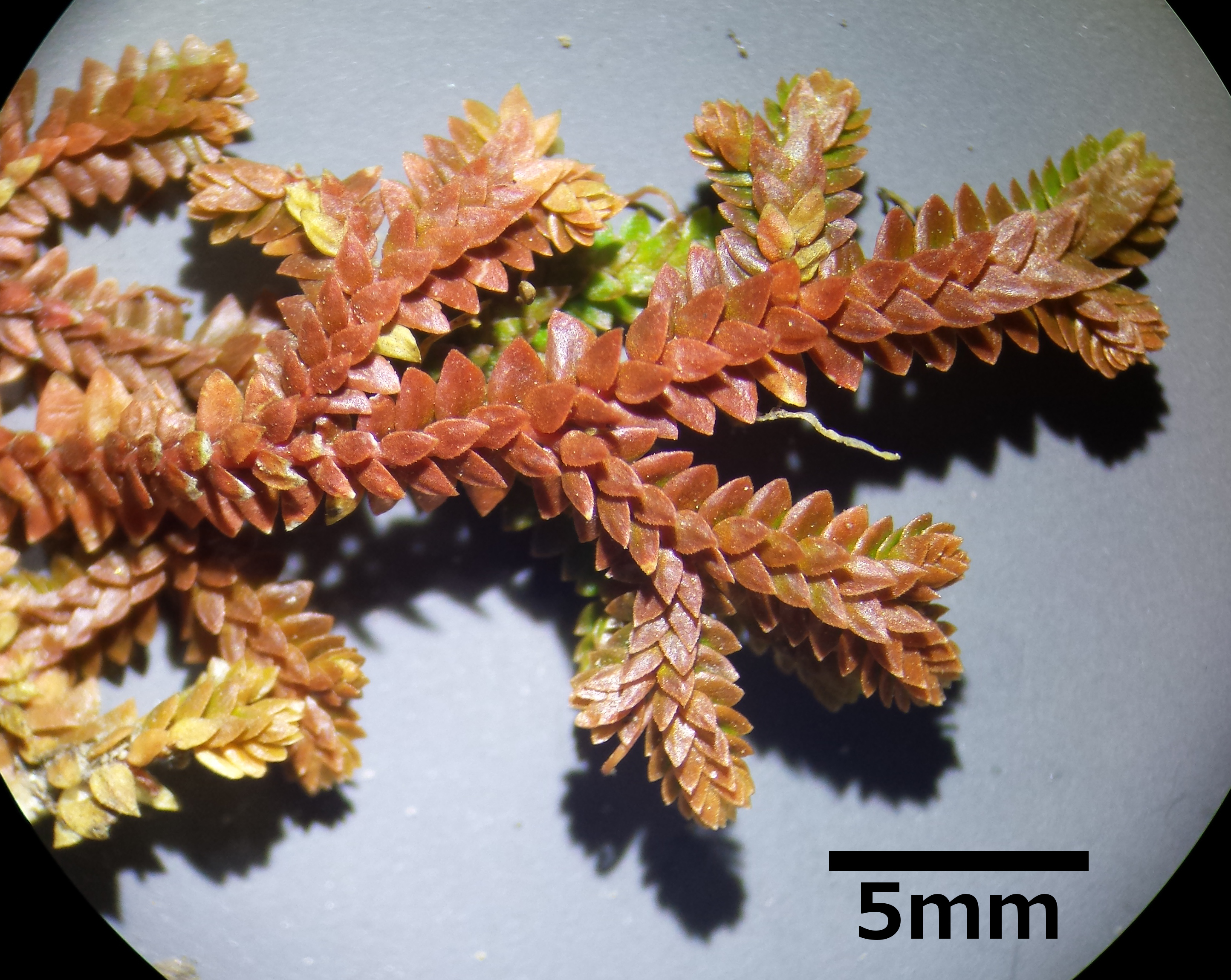
Niederliegende, abgeflachte, dorsiventrale Sprosse mit gegenständigen Laubblättern in vier Reihen

Der Schweizer Moosfarn ist eine  immergrüne, ausdauernde krautige Pflanze. Er wird 1 bis 5 Zentimeter hoch, die niederliegenden Sprosse werden 3 bis 20 Zentimeter lang. Die abgeflachten, dorsiventralen Laubsprosse sind niederliegend. Die gegenständigen Laubblätter sind in vier Reihen angeordnet, liegen jedoch in einer Ebene. Die Blätter der beiden unteren, bodenseitigen Reihen sind größer als die der beiden oberen (Anisophyllie). Alle Blätter sind ganzrandig und eiförmig mit einer breiten, stumpfen Spitze versehen. Sie sind einnervig und besitzen eine Ligula.
Auch die Sporophylle sind gegenständig. Der Sporophyllstand ist aufrecht bis aufsteigend und 3 bis 6 Zentimeter hoch. Vom Laubspross ist er durch einen undeutlichen Stiel abgesetzt. 
Die Sporenreife ist im Juni und Juli.
Die Chromosomenzahl beträgt 2n = 18.

## Ökologie
Beim Schweizer Moosfarn handelt es sich um einen Chamaephyten.

## Vorkommen
Der Schweizer Moosfarn ist von Europa über Kleinasien und den Kaukasusraum bis Ostasien verbreitet. Im deutschsprachigen Raum sind nur zwei Selaginella-Arten heimisch. In Deutschland kommt der Schweizer Moosfarn nur in Baden-Württemberg, Bayern und Thüringen vor (Alpen, Alpenvorland, Fichtelgebirge, Thüringer Wald), in Österreich in allen Bundesländern. In Europa findet man ihn vor allem in den Gebirgen der submediterranen Zone, beispielsweise in den Alpen und im Alpenvorland, in Höhenlagen meist unter 1000 Metern, selten (bei Saas-Fee) bis zu 2100 Metern. Außerdem kommt er in den Karpaten, in Südosteuropa und bis zum Riesengebirge vor. In den Allgäuer Alpen steigt er im Tiroler Teil am Anstieg von Vils zur Hundsarsch-Scharte bis zu 1050 m Meereshöhe auf.
Er tritt in Europa zerstreut bis selten von der collinen bis zur montanen Höhenstufe auf. Der Schweizer Moosfarn wächst in lückigen, meist basenreichen Magerrasen und Trockenrasen, auf halbschattigen Felsen und Mauern, auch auf Dämmen und in Auen. Er kommt vor in Gesellschaften der Klasse Festuco-Brometea und in denen der Verbände Caricion davallianae oder Molinion.
Die ökologischen Zeigerwerte nach Landolt & al. 2010 sind in der Schweiz: Feuchtezahl F = 3+w (feucht aber mäßig wechselnd), Lichtzahl L = 3 (halbschattig), Reaktionszahl R = 4 (neutral bis basisch), Temperaturzahl T = 3 (montan), Nährstoffzahl N = 2 (nährstoffarm), Kontinentalitätszahl K = 3 (subozeanisch bis subkontinental).